# Хоптолох
Хоптоло́х (якут. Хоптолоох, «чаячьи» от якут. хопто — чайка) группа из трёх небольших островов в море Лаптевых, является частью островов Анжу в составе Новосибирских островов. Территориально относится к Булунскому улусу Республики Саха, Россия.
Острова расположены на севере лагуны Станции у западного берега острова Котельный. Два меньших острова расположены у песчаной косы, отделяющей лагуну от моря, третий, самый большой, — у берега острова Котельный. Покрыты песком. Острова необитаемы.